# انچاوادی
انچاوادی (به لاتین: Anchawadi) یک سکونتگاه مسکونی در مالی است که در استان گائو واقع شده‌است.

## خصوصیات
انچاوادی ۷٬۳۹۲ نفر جمعیت دارد.